# Francesco Filelfo
Francesco Filelfo (Tolentino, 25 luglio 1398 – Firenze, 31 luglio 1481) è stato un umanista e scrittore italiano.

## Biografia

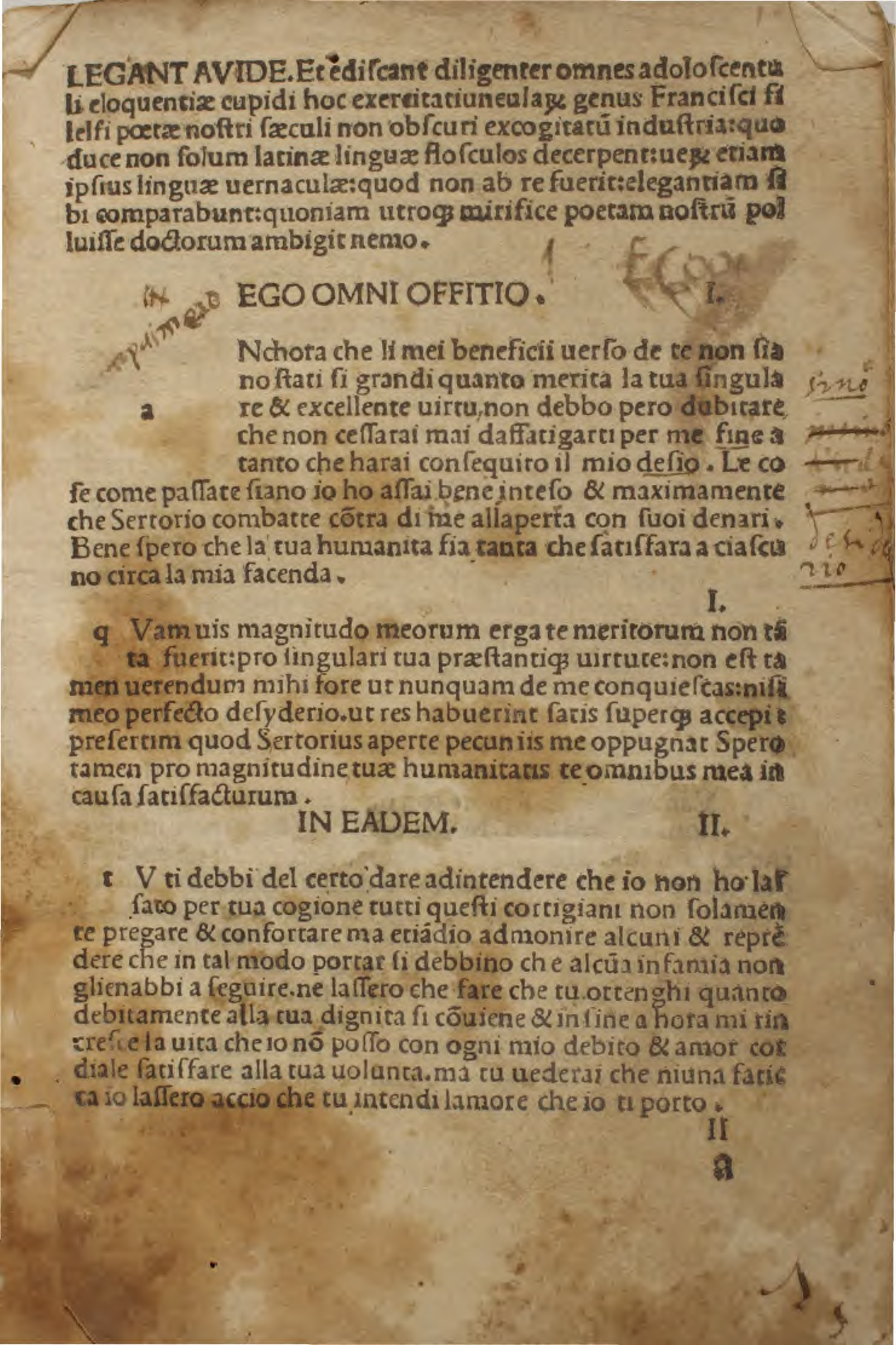
Incipit delle Exercitatiunculae

I suoi primi studi di grammatica, retorica e latino furono compiuti all'Università di Padova, sotto la guida di Gasparino Barzizza. Negli anni acquistò una tale reputazione da ricevere, nel 1417, la cattedra di oratoria e filosofia morale a Venezia. Egli si dedicò principalmente all'insegnamento di Cicerone e Virgilio, considerati al suo tempo l'espressione più alta dello stile latino.
Nel 1419 il governo di Venezia gli assegnò il ruolo di segretario del massimo rappresentante dei Veneziani (il bailo) a Costantinopoli. Durante i sette anni di permanenza nella città, egli acquisì una conoscenza del greco quotidiano probabilmente superiore a quella di qualsiasi suo contemporaneo, nonostante la sua conoscenza del greco classico rimanesse tutt'altro che impeccabile. In questo periodo sposò anche Teodora, figlia di Manfredina Doria e Giovanni Crisolora, oltre che pronipote di Manuele Crisolora, il dotto bizantino che per primo insegnò il greco in Italia e fu impiegato in molte missioni diplomatiche dall'imperatore Giovanni VIII Paleologo.
Nel 1427 accettò un nuovo invito delle autorità veneziane a riprendere la sua carriera di insegnante universitario. Da allora, la vita di Filelfo, che si sviluppò nei principali centri della cultura italiani (Venezia, Milano, Firenze, Siena), fu un alternarsi continuo fra lezioni universitarie, pubblicazioni di suoi scritti, amicizie con personaggi altolocati e dispute accese con i suoi avversari. Fu infatti uomo di grande vigoria fisica, con un'inesauribile energia intellettuale, un uomo dalle violente passioni e dai molti desideri; una persona orgogliosa, irrequieta, avida di soldi e gloria, incapace di fermarsi in una sede e sempre impegnato in querelle con i dotti del tempo.
Ebbe buoni rapporti con Ciriaco d'Ancona, il padre dell'archeologia, con il quale tenne una fitta corrispondenza, in cui si rileva il comune apprezzamento nei confronti di Dante e un'identità di vedute su questioni dibattute nell'ambiente degli umanisti; il Filelfo scrisse di lui: Numquam quiescit Kyriacus, per lo straordinario numero di viaggi che Ciriaco effettuò.
Giunto a Venezia con la sua famiglia, trovò la popolazione della città decimata dalla peste. Si spostò quindi nel 1428 a Bologna, dove però i contrasti politici non consentivano un clima favorevole. Si trasferì allora a Firenze dove iniziò il periodo più intenso e brillante della sua vita,  dal 1429 al 1434. Fu molto attivo come traduttore di testi greci classici: Omero, Aristotele, Plutarco, Senofonte, Lisia in particolare. Durante la settimana illustrava i principali autori della letteratura latina, mentre, la domenica, spiegava Dante alla gente nella chiesa di Santa Maria del Fiore. Questa Lectura Dantis, condotta anche in sede accademica, era volta a fornire una legittimazione politica all'oligarchia repubblicana allora al potere in città, il che lo mise in rotta di collisione con i Medici ed il suo collega Marsuppini che, tra l'altro, aveva proposto di ridurre lo stipendio ai docenti universitari allo scopo di indurre Filelfo ad andarsene.
Per i motivi suddetti, oltre che per il suo carattere, giunse a scontrarsi con Cosimo de' Medici e la sua cerchia. Così, quando Cosimo, in seguito alla lotta con la famiglia degli Albizzi, fu esiliato nel 1433, Filelfo cercò invano di convincere la signoria a condannarlo a morte in una violenta satira contro i Medici (Sat. IV, 1). Ovviamente, al ritorno di Cosimo a Firenze, la posizione di Filelfo non era più sostenibile. Come egli asserì, la sua vita era già stata messa in pericolo, per volontà degli stessi Medici, allorché, il 18 maggio 1433, fu pugnalato da un imolese. Al processo che ne seguì, il rettore stesso dello Studio (università) ammise di essere stato il mandante dell'attentato, probabilmente per coprire le responsabilità di Cosimo. Di conseguenza accettò prontamente l'invito fattogli dalla città di Siena, dove non rimase che quattro anni, dal 1434 al 1438, a causa del permanere dei contrasti con la signoria medicea. Infatti, in seguito ad un altro fallito attentato nei suoi confronti da parte dello stesso mandante - al cui sicario fu amputata una mano come punizione - lo stesso Filelfo ricorse ai medesimi metodi. Pagato un sicario per attentare alla vita dei suoi nemici fiorentini, nonostante il fallimento del tentativo - cui seguì la medesima punizione - Filelfo fu bandito dalla città di Firenze e, in caso di cattura, gli sarebbe stata mozzata la lingua.

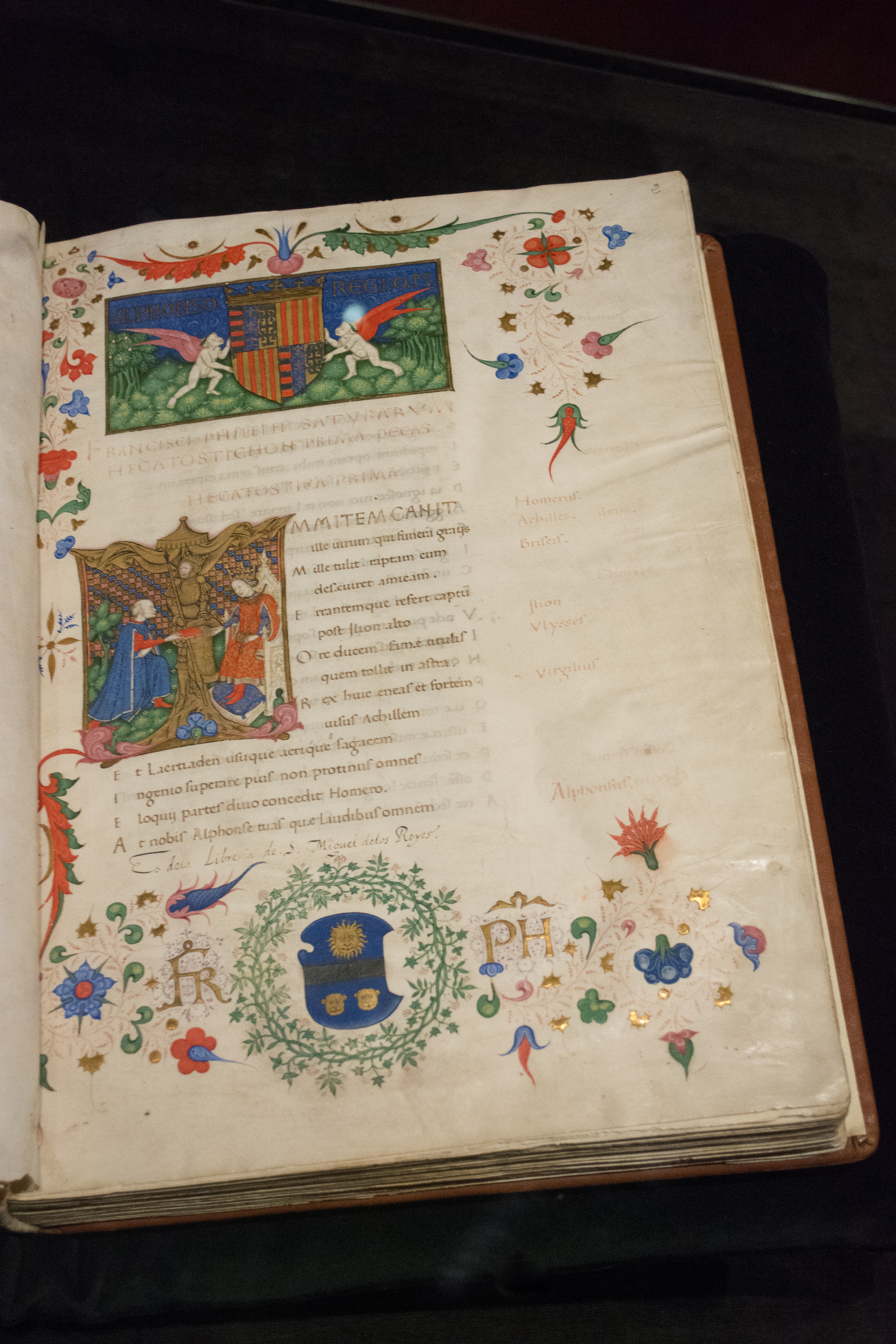
"Satyrae hecatosticae", un insieme di cento composizioni satiriche in esametri.

La sua fama di insegnante, comunque, crebbe molto in Italia, tanto che Filelfo ricevette numerose offerte da vari principi e governi. Nel 1440 egli accettò quella fattagli dal principe di Milano Filippo Maria Visconti. Proprio qui si svolse la maggior parte della sua carriera, durante la quale esaltò i suoi mecenati, i Visconti prima e gli Sforza poi, con panegirici e poemi epici come i Convivia mediolanensia e la Sphortias (Sforziade). Osteggiò quindi i nemici di corte, irridendoli in libelli o ridicolizzandoli con invettive; compose epitalami e orazioni funebri in onore di cortigiani importanti. A tutte queste attività affiancò l'insegnamento degli autori classici. Continuò inoltre nella sua attività di traduttore dal greco e la sua guerra personale, fatta di scritti e polemiche, con i suoi avversari di Firenze. Scrisse inoltre pamphlet politici sui grandi eventi della storia italiana e rimase in contatto con le più alte cariche politiche del tempo - quando Costantinopoli fu presa dai Turchi, egli riuscì persino a far liberare la madre di sua moglie grazie ad una lettera inviata al sultano Maometto II in persona.
Le orazioni e i poemi scritti su commissione gli procurarono introiti aggiuntivi, che non erano mai sufficienti a garantirgli il tenore di vita elevato che desiderava: perciò le sue lettere, talora vere e proprie adulazioni letterarie, abbondano di richieste di denaro ai suoi patroni.
Durante il secondo anno del soggiorno milanese, Filelfo perse sua moglie. Si risposò presto con una rappresentante delle famiglie milanesi più famose, Orsina Osnaga, alla cui morte sposò in terze nozze Laura Maggiolini. Da questi matrimoni ebbe ben ventiquattro figli, dodici maschi ed altrettante femmine. A quanto emerge dal suo epistolario (di cui l'unica edizione completa è quella curata da Émile Legrand, lavoro encomiabile, ma con limiti notevoli nell'impostazione ecdotica), Filelfo fu profondamente legato a tutte e tre le mogli, nonostante le numerose occasioni di infedeltà che si procurava. Anche questo fu un tratto del suo carattere arrogante e irrequieto, ma allo stesso tempo sentimentale.
Alla morte di Filippo Maria Visconti (1447), trascorso il breve periodo della Repubblica Ambrosiana (1447-1450), Filelfo, dopo una breve esitazione, strinse alleanza con Francesco Sforza, nuovo principe di Milano, del cui figlio Ludovico Maria fu precettore e insegnante di greco e latino. Al duca Francesco dedicò il sopracitato poema epico Sphortias (Sforziade).
Accolto alla corte di Ludovico III Gonzaga, nel 1459 tenne l'orazione latina che accolse papa Pio II per il Concilio di Mantova.
Quando anche Francesco Sforza morì, Filelfo, ormai settantasettenne andò a Roma (1475), dove si mise al servizio di papa Sisto IV, ricoprendo la cattedra di retorica. Ben presto, però, la sintonia con la città e il papato vennero meno, e dopo appena un anno lasciò Roma per ritornare a Milano.
Lì scoprì a malincuore che la moglie era morta di peste. Ripensò allora a Firenze, sperando di potervi fare ritorno, dal momento che l'ostilità dei Medici nei suoi confronti si era attenuata con il passare degli anni. Per ottenere il favore della signoria, in occasione della congiura dei Pazzi (1478), che aveva attentato alla vita di Lorenzo il Magnifico, egli scrisse anche al suo precedente mecenate Sisto IV denunciando la sua partecipazione in tale complotto. Lorenzo lo invitò ad insegnare il greco a Firenze, ma poco dopo il suo arrivo, nel 1481, Filelfo morì e fu sepolto nella basilica della Santissima Annunziata.
Con testamento del 23 febbraio 1473 aveva destinato la sua ricca biblioteca, con testi greci e latini, al figlio  Federico Francesco e in caso di morte di questi, alla cattedrale di Milano; essa finì dunque nella sagrestia meridionale del Duomo dov'era conservata la biblioteca capitolare. I libri del Filelfo andarono però dispersi.